# Floß
Floß è un comune tedesco di 3 547 abitanti, situato nel land della Baviera.